# Hấp dẫn lượng tử
Hấp dẫn lượng tử (Quantum gravity-QG) là tên gọi chung cho nhiều lý thuyết vật lý với mục tiêu miêu tả tương tác hấp dẫn tuân theo những nguyên lý của cơ học lượng tử.
Hiểu biết tốt nhất hiện nay về lực hấp dẫn dựa trên thuyết tương đối rộng của Albert Einstein, mà khuôn khổ của lý thuyết lại thuộc phạm vi vật lý cổ điển. Mặt khác, các tương tác phi hấp dẫn được miêu tả trong khuôn khổ của cơ học lượng tử, một lý thuyết miêu tả các hiệu ứng vi mô mang tính xác suất khác căn bản so với các hiệu ứng vật lý cấp vĩ mô. Sự cần thiết phải miêu tả hấp dẫn bằng cơ học lượng tử xuất phát từ thực tế rằng một hệ cổ điển không thể xuất hiện cùng hoặc tương tác nhất quán với một hệ lượng tử.
Mặc dù một lý thuyết lượng tử về hấp dẫn là cần thiết để kết hợp thuyết tương đối rộng với các nguyên lý cơ học lượng tử, nhưng những khó khăn lớn xuất hiện khi các nhà vật lý cố gắng sử dụng khuôn khổ của lý thuyết trường lượng tử để miêu tả trường hấp dẫn. Vấn đề là, từ quan điểm kỹ thuật/toán học, nếu đi theo cách miêu tả này họ không thể thực hiện được tái chuẩn hóa và do vậy không thu được những tiên đoán có ý nghĩa vật lý. Kết quả là, họ phải thực hiện theo những cách tiếp cận căn bản hơn đối với hấp dẫn lượng tử, mà một trong những hướng đi phổ biến hiện nay là lý thuyết dây và hấp dẫn lượng tử vòng.
Nói ngắn gọn, mục đích của hấp dẫn lượng tử chỉ là miêu tả hành trạng lượng tử của trường hấp dẫn và không nên hiểu nhầm với mục tiêu của lý thuyết thống nhất mọi tương tác cơ bản trong một mô hình toán học duy nhất. Mặc dù thế có một số thuyết hấp dẫn lượng tử như lý thuyết dây cũng có mục tiêu là thống nhất tương tác hấp dẫn với ba tương tác cơ bản còn lại, trong khi những lý thuyết khác như hấp dẫn lượng tử vòng lại không có mục tiêu như vậy; thay vào đó, các nhà hấp dẫn lượng tử vòng nỗ lực lượng tử hóa trường hấp dẫn trong khi cố gắng tách biệt nó khỏi các tương tác khác. Một lý thuyết hấp dẫn lượng tử với mục tiêu thống nhất mọi tương tác cơ bản đôi khi cũng được gọi là lý thuyết của mọi thứ (TOE).
Một trong những khó khăn của hấp dẫn lượng tử đó là các hiệu ứng hay hệ quả của nó chỉ trở lên đáng kể ở thang Planck, thang khoảng cách nhỏ hơn rất nhiều mà các máy gia tốc hạt có thể đạt được. Do đó, các lý thuyết hấp dẫn lượng tử vẫn mang tính lý thuyết, mặc dù có những ước đoán rằng các hiệu ứng hấp dẫn lượng tử có thể quan sát hoặc giải thích thông qua những thí nghiệm chính xác.